# Automatic Loveletter
 (octobre 2011).
Si vous disposez d'ouvrages ou d'articles de référence ou si vous connaissez des sites web de qualité traitant du thème abordé ici, merci de compléter l'article en donnant les références utiles à sa vérifiabilité et en les liant à la section « Notes et références ».

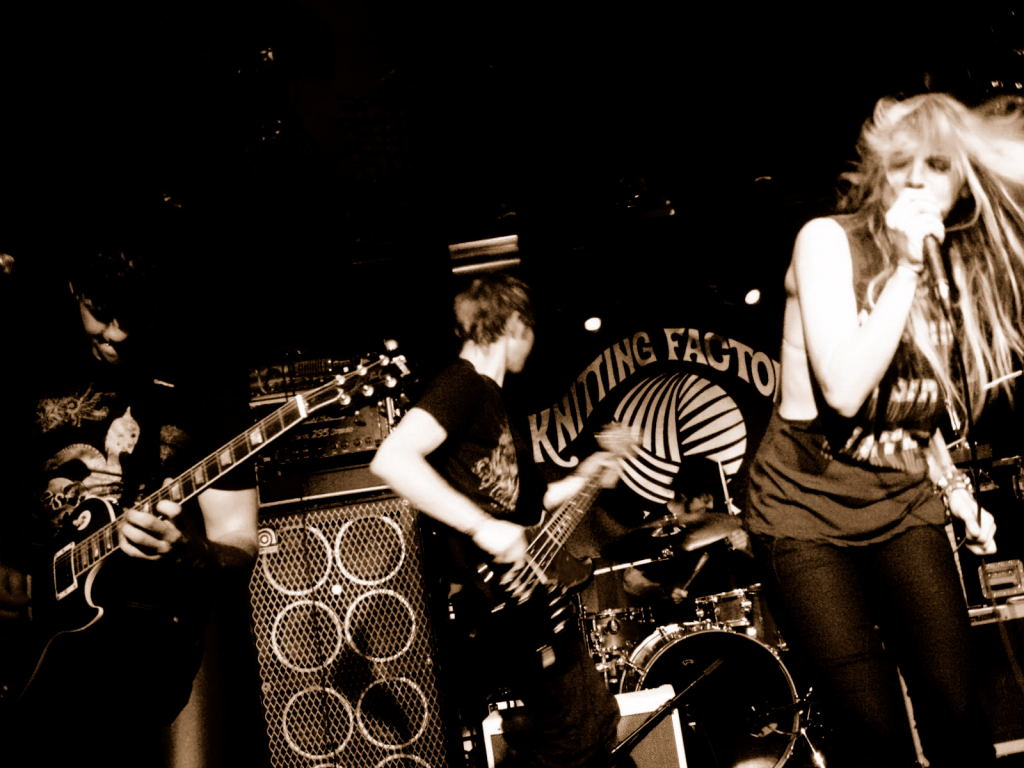
Automatic Loveletter live

Automatic Loveletter est un groupe américain de rock aux influences acoustiques. Le groupe s'est formé à Tampa (Floride) en 2007, mené par la chanteuse et guitariste Juliet Simms avec Daniel Currier en batteur, Joe Nelson en guitariste principal et Sean Noll à la basse.

## Histoire
Ayant joué au Bamboozle et Bamboozle Left en 2008 et le Vans Warped Tour 2008, avec 10 millions d'écoutes sur leur MySpace et plus de 300 concerts, Automatic Loveletter a mérité la sortie de son prochain album.
Automatic Loveletter s'est créé avec Juliet Simms à la guitare et au chant, Daniel Currier à la batterie, Tommy Simms en tant que bassiste et producteur et Sean Noll bassiste qui a assisté Tommy à l'occasion dans le studio de ce dernier dans la baie de Tampa. Le groupe s'appela d'abord Stars And Scars et enregistra leur première chanson ensemble en décembre 2005, écrite par Juliet et nommée comme le groupe. Ils ont aussi enregistré Tin Lizzy, écrite par Tommy.
Le groupe a d'abord signé chez Epic Records 2007. Ayant signé avec Allison Hagendorf, le groupe n'a pas été renvoyé par Epic Records lors d'une suite de problèmes l'année même qui a eu pour conséquences le renvoi de 70 groupes. Même si le groupe n'a pas été abandonné, le label ne les a pas supporté l'année suivante et le groupe a donc du trouver eux-mêmes la moitié des fonds pour leurs tournées.
Automatic Loveletter a enregistré leur premier EP Recover quelque temps après, toujours en 2007, avec comme producteur Matt Squire (Panic at the Disco, Boys Like Girls, All Time Low, Cute Is What We Aim For, The Cab et The Maine). « Il m'a défié et je l'ai défié » a confié Juliet en rajoutant « Je me sentais vraiment à l'aise et c'est pour cela que j'ai pu donner le meilleur de moi-même ». Juliet amena toutes ses chansons à Squire et choisit les chansons et les arrangea pour qu'elles aillent ensemble, parfois en modifiant totalement des chansons. The Answer, par exemple, était à la base une ballade et qui est devenue une des chansons les plus optimistes et rythmée de l'EP. Daniel Currier et le guitariste principal Joe Nelson ont tous les deux joués sur l'EP mais Sean Noll n'a rejoint officiellement le groupe qu'après quelques tournées.
Jusqu'à et durant le Vans Warped Tour 2008, le groupe est resté à la première ou à la seconde place du MySpace Music Emo durant 6 mois, atteignant les 10 millions d'écoutes, rejoignant la seconde place sur Smart Punk pour trois semaines et Artisan News les avaient qualifiés comme The Next Best Thing. Mais après le tour, Epic Records qui avait prévu de sortir l'EP, a demandé au groupe de continuer à faire des concerts et le président Charlie Walk leur demanda d'écrire des chansons plus optimistes, plus rythmées. À la place, Juliet leur soumet Black Ink Revenge, une chanson devenue la préférée des fans, qui a été rejeté plusieurs fois pour être réécrite jusqu'à ce qu'elle devienne My Goodbye, une des chansons du prochain EP que sortira Sony. « J'ai été engagé par Epic pour trois ans, voyageant dans une voiture avec mon groupe complètement brisé et je sentais que je décevais mes fans alors je me suis assis dans ma chambre pendant quatre jours à réécrire et re-soumettre la chanson 5 fois. J'aime beaucoup My Goodbye  mais elle fut le résultat de beaucoup de pression et du désir d'avoir un album sortis ». My Goodbye, The Day That Saved Us and Hush (New Version) ont été rapidement révélés dans un autre EP éponyme juste après le renvoi du groupe par Epic Records (excepté Daniel Currier) et ont appelé Juliet pour l'avertir que la paie pour leurs tournées était retirée et que le groupe était abandonné. « Après avoir pleuré toutes les larmes de mon corps pendant quelques heures, j'ai eu quelques-uns de mes meilleurs concerts sur cette tournée ».
Juste après, le groupe a été engagé par SIN (Sony Independant Network) et Juliet a demandé pour écrire un nouvel album produit par Josh Abraham (Thirty Seconds to Mars, Velvet Revolver et Orgy). Automatic Loveletter a sorti, le 22 juin 2010, un premier album complet, Truth Or Dare, et est parti pour le Vans Warped Tour 2010 tout l'été. Story Of My Life, 2e single de Truth Or Dare, est sorti en clip sur MTV le 18 mai 2011, est classée 6e vidéo la mieux noté durant le mois suivant sa sortie devant des artistes tels que Taylor Swift, Beyoncé et Avril Lavigne dont les singles sont sortis à quelques jours d'intervalle. Le groupe a eu la chance de jouer quelques dates en avril 2011 au Japon.
Le groupe à sortis un nouvel album, The Kids Will Take Their Monsters On, mais en acoustique cette fois, le 28 juin 2011 pendant le Warped Tour 2011, durant lequel Juliet joua tout l'été en acoustique à la tente Keep A Breast. Le groupe a inclus la chanson la plus demandée par les fans, Black Ink Revenge, la version originale de My Goodbye dans l'album.
Le 5 février 2012, la saison 2 de The Voice (en) aux États-Unis a démarré avec Juliet dans les participants. Elle y a interprété Oh Darling des Beatles et a choisi Cee Lo Green comme coach. Elle finit par arriver en finale mais perd.
Juliet Simms a fait de nombreux duos dont: LoveHateHero - Theatre Of Robots, Secondhand Serenade - Fix You & Hear Me Now, All Time Low - Remembering Sunday et Cartel - Lose It.
De plus, Vita Chambers a repris la chanson Shut Your Mouth du groupe pour son premier EP.

## Membres

### Membres Actuels
- Juliet Simms - Chanteuse, guitariste, arrangements, compositrice
- Tommy Simms - Guitariste, chœurs, arrangements acoustiques
- Clint Fowler - Bassiste
- Ryan Metcalf - Batteur, percussions

### Anciens membres
- Daniel Currier - Batteur
- Sean Noll - Bassiste

## Discographie
- Recover EP (2007)

1. The Answer
2. August 28th 3:30 A.M.
3. Hush
4. Parker
5. Make-up Smeared Eyes (Acoustic)

- Recover EP (iTunes - 2008)

1. The Answer
2. Shut Your Mouth
3. Hush
4. August 28th 3:30 A.M.
5. Make-up Smeared Eyes (Acoustic)

- Recover EP (Hot Topic - 2008)

1. The Answer
2. Can't Move On
3. Hush
4. Parker
5. Unhearted

- Automatic Loveletter EP (2009)

1. The Day That Saved Us
2. My Goodbye
3. Hush (New Version)

- Truth Or Dare (22 juin 2010)

1. Heart Song
2. Don't Let Me Down
3. Fade Away
4. Hush
5. Story Of My Life
6. The Day That Saved Us
7. To Die For
8. Let It Ride
9. Eyes On You
10. My Goodbye
11. Butterflies
12. Back To Life

- The Kids Will Take Their Monsters On (28 juin 2011)

1. Never Take It Off
2. Save Me
3. Black Ink Revenge
4. Click Your Heels (3 Times and Repeat, There's No Place Like Home)
5. Carry The Fire
6. Trade Places
7. Cruel Cruel
8. Pillows
9. The Curtain Close
10. The Guest (Piano Version - Bonus)

- Singles

1. Hush
2. Make-up Smeared Eyes
3. Heart Song
4. Story Of My Life
5. Fade Away
6. Never Take It Off